# Casa Plubins
Casa Plubins és una casa de Lleida protegida com a bé cultural d'interès local.

## Descripció
Edifici d'habitatge i negoci d'un mateix propietari, entre mitgeres i amb façana davant-darrere a dos carrers. Planta baixa de gran alçada i planta pis amb perllongació amb terrassa. Ritme modulat de portes fent de sòcol a la planta baixa marcada per una balustrada correguda. Ràfec que tanca l'edifici. Murs de càrrega i pilars, terrat a la catalana, pedra artificial, obra arrebossada i cobertes amb rajola del Vendrell i teula àrab.

## Història
Existeixen uns estudis previs de l'any 1918.